# Finn Pedersen
Finn Pedersen   (Roskilde, 30 de juliol de 1925 - valor desconegut, 14 de gener de 2012) fou un remer danès que va competir durant les dècades de 1940 i 1950.
El 1948 va prendre part en els Jocs Olímpics de Londres on, fent equip amb Tage Henriksen i Carl Andersen, guanyà la medalla d'or en la prova de dos amb timoner del programa de rem. Vuit anys més tard, als Jocs de Melbourne, quedà eliminat en sèries de la prova del dos sense timoner del programa de rem.
En el seu palmarès també destaquen tres medalles al Campionat d'Europa de rem, una d'or (1954) i dues de bronze (1947 i 1953); i set campionats nacionals de dos amb i sense timoner.